# Тупалангское водохранилище
Тупалангское водохранилище (Туполангское водохранилище, узб. Toʻpolon suv ombori) — русловое водохранилище на реке Тупалангдарья, составляющей Сурхандарьи (бассейн Амударьи) в Сариасийском районе Сурхандарьинской области Узбекистана, образованное плотиной Тупалангской ГЭС. Ограничено с запада хребтом Сурхантау и с востока — Мачетли, южными отрогами в западной части Гиссарского хребта. Объём 500 млн м³, полезный объём — 470 млн м³. Длина — 25 км, ширина — 0,36 км. Площадь зеркала — 11,5 км².  Нормальный подпорный уровень (НПУ) — 960 м, уровень мёртвого объёма (УМО) — 850 м. Максимальная глубина — 164 м. Создано в целях ирригации и гидроэнергетики. С 2021 года находится на балансе АО «Узбекгидроэнерго», созданного в 2017 году на базе активов ранее функционировавших АО «Узбекэнерго» и объединения «Узводэнерго» Министерства сельского и водного хозяйства Узбекистана.
Гидроним Тупаланг (Тупалангдарья) происходит от узб. toʻpolon — «переполох, шум». Преподаватели Ташкентского государственного педагогического университета Султанова Н. Б. и Сайдаматов Ф. Р. сообщают:
Данное слово имело также толкование «пыль и дождь, сильный ветер; погибель овец». Действительно, в долине реки имели место глубокие овраги, дорожки, куда падали овцы и пропадали.
Обеспечивает орошение 125 тыс. га.
Строительство водохранилища  началось 14 октября 1980 года. Ёмкость водохранилища увеличивалась поэтапно. Первоначально (1994 год) установлена в 100 млн м³, при вводе первой очереди (2006 год) Тупалангской ГЭС — 120 млн м³, при вводе второй очереди (2023 год) Тупалангской ГЭС — 500 млн м³.
В сентябре 2021 года стартовало строительство магистрального водопровода длиной 361 км из Тупалангского водохранилища, призванного обеспечить питьевой водой 1,7 млн жителей Сариасийского, Денауского, Шурчинского, Кумкурганского, Джаркурганского, Бандиханского, Кизирикского, Шерабадского, Ангорского, Музрабадского, Термезского районов Сурхандарьинской области и областного центра — города Термеза. Заказчик — компания АО «Узсувтаъминот», созданная в 2019 году на базе активов унитарных предприятий водоснабжения и водоотведения Министерстве жилищно-коммунального обслуживания. Генеральный подрядчик — компания To’palang HPD Platinium. Стоимость реализации проекта — 138 млн долларов США. Проект финансируется из государственного бюджета. Стальные трубы с наружной двухслойной полиэтиленовой изоляцией сортамента 1420 × 10 поставляет российский Загорский трубный завод. Запуск запланирован в 2024 году.
Органолептическая оценка качества воды (запах, цветность и водородный показатель), общая минерализация (сухой остаток) и общая жесткость — в пределах нормы, мутность в весенний период перед плотиной превышает норму в 6,6 раз. Концентрация натурального фтора в воде водохранилища в 3,9—7,0 раза ниже нормы. Содержание алюминия в воде перед плотиной в весенний период превышает предельно допустимую концентрацию в 4,3 раза. Концентрация магния в летний период в нижней части водохранилища превышает норму в 3,2 раза.